# Георг Грасл
Георг Грасл (Панчево, 23. април 1865 — Салцбург, 28. јул 1948) је био функционер удружења, етнички политичар, главни уредник и школски просветни радник.

## Живот
Георг Грасл је био син учитеља и образовног аутора Петера Грасла (1827–1915). Завршио је Српску гимназију у Новом Саду (Neusatz на немачком) и студирао право и политичке науке у Грацу, Бечу и Прагу. Током студија постао је члан немачког студентског братства Арминија Грац 1883. и Брауне Арминија Беч братства 1885. године. Након доктората, ступио је у аустријску државну службу 1891. године, прво у Бечу, затим у административну службу при босанској државној влади у Сарајеву, где је био пре и за време Првог светског рата. После слома Аустроугарске, Српско национално веће је Грасла пензионисало у јесен 1918. године. Године 1919. постао је главни уредник „Дојче Фолксблата”, а 1920. први савезни секретар Швапско-немачког културног друштва, чији је суоснивач. Након што је Културбунд забрањен 1924. године, активирао се као политичар.
Године 1925. и 1927. Грасл је биран за посланика у Сабору Краљевине СХС у Београду. Уочи избора 1925. он и Стефан Крафт су брутално претучени на једној политичкој манифестацији у Старом Сивцу. Према писању локалне штампе и немачких дипломата, иницијатива за инцидент, који је довео до дипломатског раздора између немачке и југословенске владе, наводно је потекла од бившег министра унутрашњих послова Светозара Прибићевића.
Након што је 1929. почела краљевска диктатура, Грасл је био на функцији сенатора за немачку мањину у Југославији од 1932. и 1940. године. Од 1935. године био је посебно одговоран за заступање немачких школских интереса у законодавним телима и вис-а-вис школским властима. Након што је основао „Шулстифтунг дер Дојченхен“ (1931), организацију која је спонзорисала школски систем у подунавским Швабама, био је њен управник, а 1939. постао је њен председник. Грасл није успео да постигне жељену аутономију школе и преселио се у Беч 1941. и у Салцбург 1945. године.

## Публикације (избор)
Грасл је држао бројна предавања у међународним политичким и научним комитетима и био је аутор низа чланака у часописима и новинама.
- Die Lage der Deutschen in Ungarn. Vortrag im Deutschen Verein in Prag, 20. Februar 1886.
- Zwei Jahre fakultativer Kmetenablösung in Bosnien und der Herzegowina. Vortrag Georg Grassl vom 14. März 1914 im Österreichisch-bosnisch-herzegowinischen Interessentenverband in Wien. Wilhelm Braunmüller in Kommission, 1914. 20 S.
- Stojan Novaković: Die Wiedergeburt des serbischen Staates (1804–1813). Übersetzt von Georg Grassl.
- (Hrsg.) Josef Koetschet: Osman Pascha, der letzte grosse Wesier Bosniens, und seine Nachfolger: hinterlassene Aufzeichnungen. Folge 9, Zur Kunde der Balkanhalbinsel. Reisen und Beobachtungen, Verlag Kajon, Sarajevo 1909. 87 S.
- (Hrsg.) Josef Koetschet: Aus Bosniens letzter Türkenzeit: Hinterlassene Aufzeichnungen. Folge 2, Zur Kunde der Balkanhalbinsel. Reisen und Beobachtungen. A. Hartleben, 1905. 109 S.

## Спољашња веза
- Георг Грасл на kulturstiftung.org